# Zima stulecia
Zima stulecia – określenie stosowane w odniesieniu do najostrzejszej zimy w danym stuleciu (zdarzającej się raz na sto lat). Potocznie jest jednak powszechnie stosowane w odniesieniu do bardzo ostrej zimy, podczas której temperatura powietrza wykazuje znaczne odchylenie poniżej normy wieloletniej dla danego obszaru, suma opadów śniegu i ich natężenie oraz grubość pokrywy śnieżnej znacznie przekraczają normę wieloletnią, a anomalie te utrzymują się znacznie dłużej, niż ma to miejsce podczas przeciętnej zimy i obejmują znaczną część powierzchni danego terytorium.
Miano zimy stulecia bywa używane również wtedy, gdy spełnia ona tylko jedno z powyższych kryteriów: może np. odnosić się zarówno do zimy niemal bezśnieżnej, ale za to ekstremalnie mroźnej, jak i do zimy przeciętnej pod względem termicznym, ale z ekstremalnie wysokimi sumami opadów śniegu. Ponadto znaczenie ma subiektywne odczucie stopnia dokuczliwości anomalii dla codziennego życia, funkcjonowania gospodarki i transportu.
Różnorodność kryteriów sprawia trudności we wskazaniu najostrzejszej zimy w danym stuleciu, stąd w literaturze wymienia się najczęściej kilka zim pretendujących do miana zimy stulecia. W Polsce szczególnie zapamiętane zostały zjawiska pogodowe z lat 1928/29, 1939/40, 1962/63, 1978/79 i 1986/87.

## XX wiek

### 1928/1929

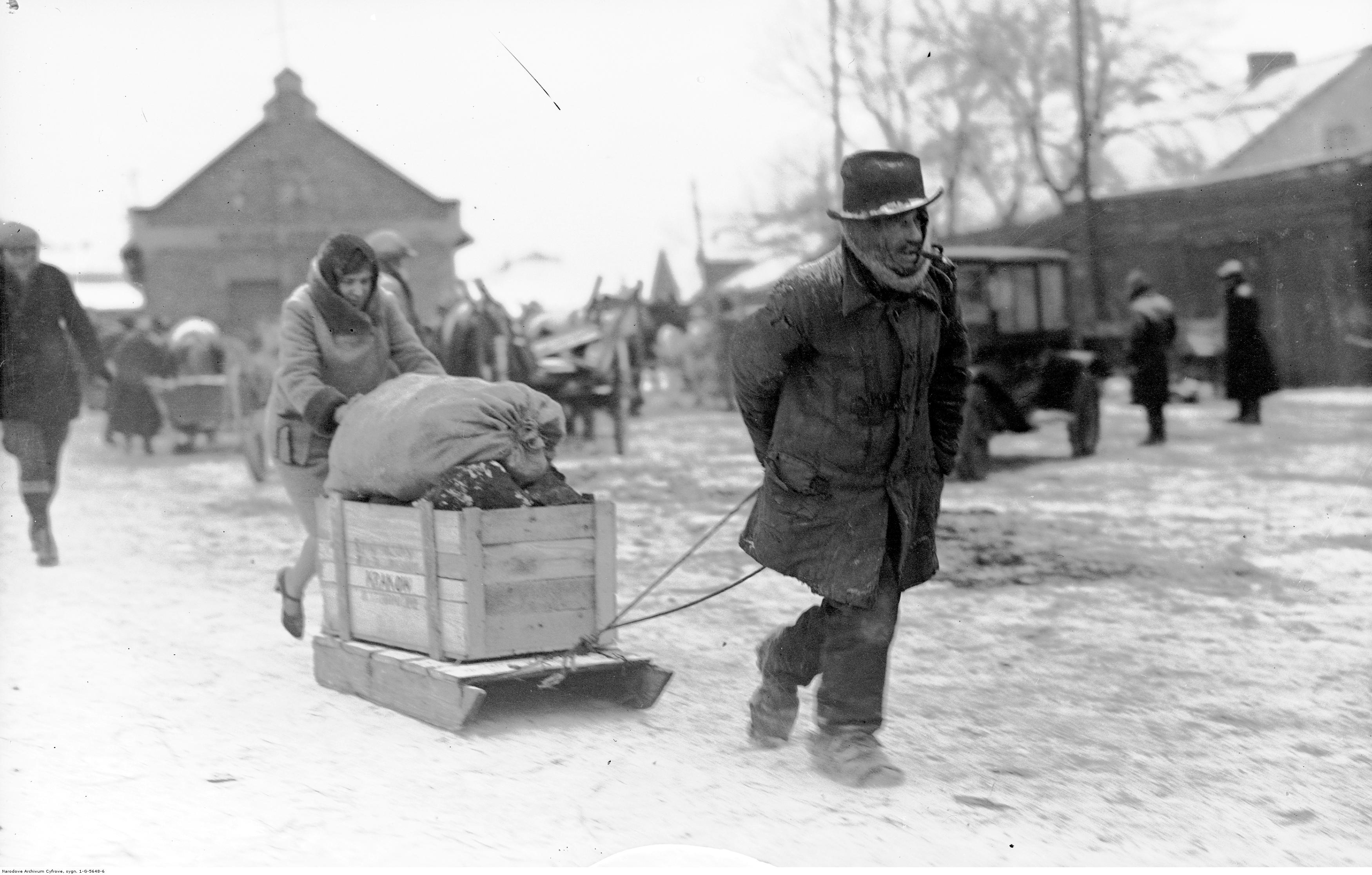
Mężczyzna ciągnący sanie z węglem w Krakowie (luty 1929)

Luty 1929 r. zapisał się jako najzimniejszy w historii meteorologii w Polsce: przyniósł nawet 40-stopniowe mrozy, zaś średnie temperatury tego miesiąca oscylowały w przedziale od −13 °C do −16 °C. Padło wiele nieoficjalnych rekordów zimna, m.in. −45 °C w Rabce, −42 °C w Czarnym Dunajcu, Dubiach i Czechowicach-Dziedzicach. Krakowski „Ilustrowany Kurier Codzienny” donosił także 23 lutego tego samego roku o −44 °C w Kolbuszowej i nawet −48 °C w Kąclowej koło Grybowa. Oficjalne najniższe temperatury zanotowano 10 lutego: −40,6 °C w Żywcu, −40,4 °C w Olkuszu, −40,1 °C w Siankach. Silny mróz spowodował duże zakłócenia w komunikacji kolejowej z powodu pękania szyn, co spowodowało m.in. poważny problem z dostawami węgla. Do wielu budynków w miastach nie docierała woda z powodu pękania wodociągów. Port morski w Gdańsku zamarzł, a dwa statki zostały uwięzione w lodzie na wodach Zatoki Gdańskiej. Od 13 lutego zawieszono zajęcia we wszystkich szkołach w Krakowie oraz wykłady na Uniwersytecie Jagiellońskim.
Poza tym 9 lutego w Olecku zanotowano najniższą temperaturę na obecnych ziemiach polskich. Termometr na wówczas niemieckiej stacji meteorologicznej pokazał −42,0 °C. Oprócz tego ten miesiąc przyniósł wiele innych lokalnych rekordów zimna, np. −33,1 °C w Krakowie (10 lutego). Odchylenie średniej temperatury lutego dla obszaru całej Polski (w obecnych granicach) wyniosło aż 11,4 °C poniżej średniej z lat 1961–1990, wahając się od ok. 7 °C w Karkonoszach do ponad 12,5 °C w pn.-zach. części Wyżyny Lubelskiej i w okolicach Krakowa. Średnia temperatura zimy 1928/29 wyniosła w Warszawie −7,8 °C.
Zima 1928/29 była nie tylko wyjątkowo mroźna, ale i śnieżna. Pierwsze opady śniegu w obszarach podgórskich wystąpiły już w pierwszej połowie października, zaś na większości obszaru Polski na przełomie listopada i grudnia. Stała pokrywa śnieżna utrzymywała się bez przerwy od początku grudnia do połowy kwietnia, a jej grubość w okresie od stycznia do marca wahała się od 20–60 cm na nizinach do 100 cm i więcej w obszarach podgórskich. Największą grubość (267 cm) zmierzono 9 kwietnia w rejonie Morskiego Oka.

### 1939/1940
Najmroźniejsza zima w czasie II wojny światowej. Zaczęła się ona w połowie grudnia. W styczniu panowały silne mrozy. 11 stycznia 1940 r. w Siedlcach zanotowano najniższą oficjalną temperaturę w historii polskiej meteorologii −41,0 °C. Wartość ta budzi jednak wątpliwości. Zima ta trwała do pierwszych dni marca. Odchylenie średniej temperatury zimy dla obszaru całej Polski (w obecnych granicach) wyniosło prawie 6,6 °C poniżej średniej z lat 1961–1990, wahając się od ok. 4 °C w Karkonoszach do ponad 7,5 °C w pn. części Kujaw. Zaspy blokowały ruch tramwajowy i kolejek dojazdowych w Warszawie. Średnia temperatura w stolicy była znacząco niższa niż w roku 1978/79 (1939/1940: grudzień -3,3 / styczeń -11,8 / luty -11,9; 
1978/79: grudzień -3,7 / styczeń -6,6 / luty -6,1). Jednak z powodu okupacji niemieckiej i utrudnionego dostępu do polskojęzycznych mediów zima ta nie została tak zapamiętana jak ta z końca lat 70.

### 1962/1963
Ciężka zima utrzymywała się przez dwa miesiące – styczeń i luty. W Polsce zamknięto większość szkół, kin, teatrów i muzeów. Wstrzymywano lub ograniczano produkcję w fabrykach, tak z powodu braku energii elektrycznej, paliw i ciepła, jak i z powodu braku pracowników, z których wielu nie mogło dojechać do pracy. Panował silny mróz, opady śniegu były bardzo znaczne, a codziennie na wiele godzin wyłączano prąd. Zaopatrzenie sklepów, które także przy sprzyjającej pogodzie było w tamtych czasach bardzo słabe, jeszcze bardziej zostało ograniczone, tak że brakowało podstawowych artykułów. Składy opału oblegane były przez tłumy ludzi chcących kupić cokolwiek nadającego się do ogrzewania mieszkań, nawet trudny do wykorzystania w domowym gospodarstwie miał węglowy. Na terenach kolejowych wzdłuż torów grupki najuboższych zbierały węgiel, zrzucany przez obsługę parowozów z tendrów w czasie zjazdu do parowozowni.
Fale śnieżyc, które wystąpiły na początku stycznia i na początku lutego, niemal zupełnie sparaliżowały transport drogowy i kolejowy, zwłaszcza w południowej części kraju. W końcu lutego wystąpiły silne mrozy: 28 lutego odnotowano w Krakowie −28 °C, w Nowym Targu −35 °C, w Jabłonce −38 °C, w Rzeszowie zanotowano −35,8 °C. Odchylenie średniej temperatury zimy dla obszaru całej Polski wyniosło 5,9 °C poniżej średniej z lat 1961–1990, wahając się od ok. 4 °C nad Zatoką Pucką do ponad 6,5 °C w Wielkopolsce i na Dolnym Śląsku.

### 1978/1979

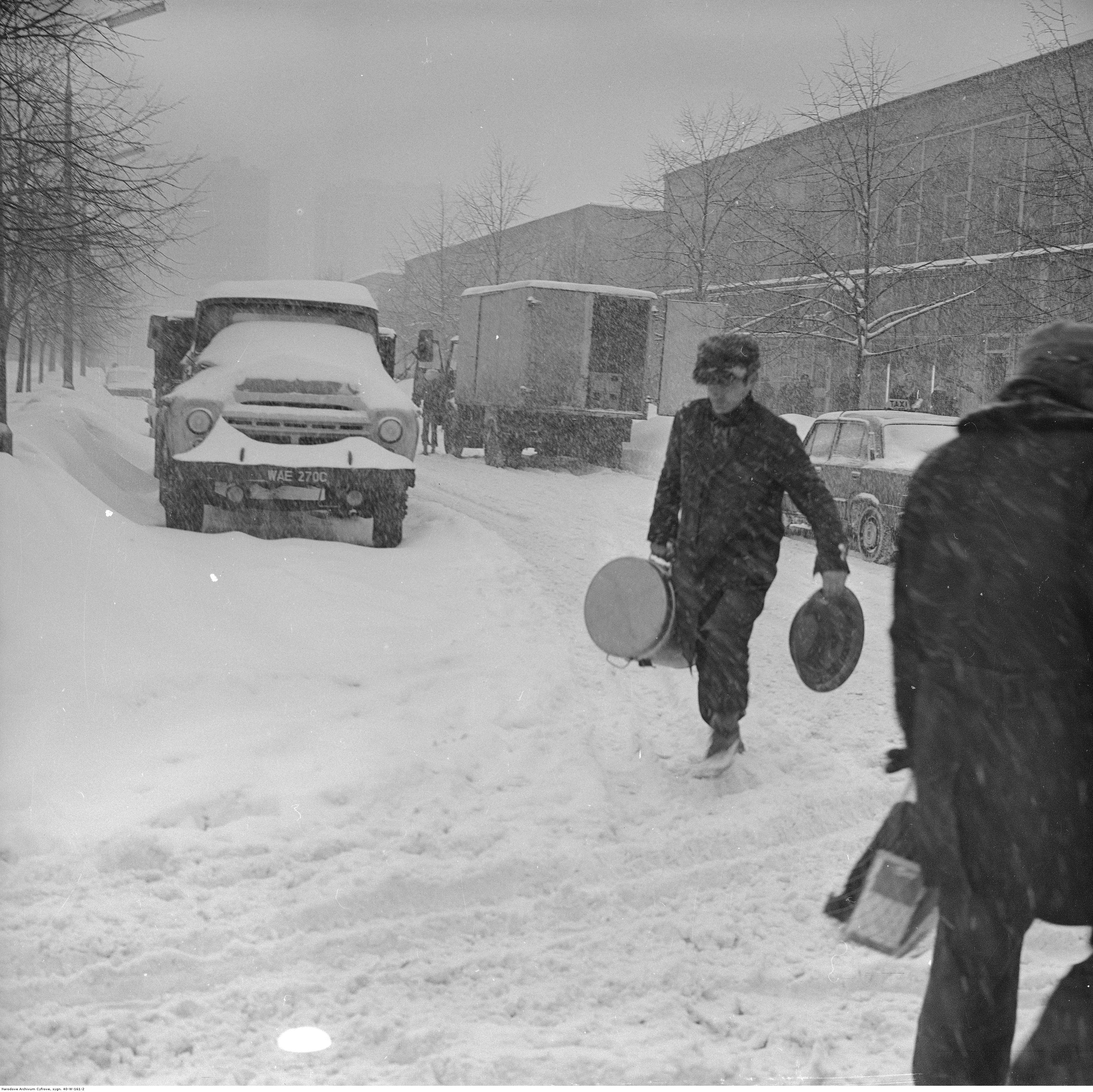
30 stycznia 1979. zima stulecia na Wierzbnie w Warszawie

Ta zima była wyjątkowo śnieżna. Od godzin nocnych z 29 na 30 grudnia rozpoczął się napływ mroźnej masy powietrza z północy, co spowodowało, że występujące wówczas opady deszczu zaczęły stopniowo przechodzić w opady śniegu z deszczem i śniegu oraz nasilać się. Towarzyszył im silny wiatr, powodujący szybkie tworzenie się zasp. Chłodny front atmosferyczny przemieszczał się stopniowo na południe, a śnieżyce i gwałtowny spadek temperatury z wartości dodatnich do kilkunastu stopni poniżej zera obejmowały kolejno Polskę północną (28–29 grudnia) i centralną (29–30 grudnia). Najpóźniej dotarły na Dolny i Górny Śląsk (30 grudnia) oraz Podkarpacie (30–31 grudnia). Rekordowo wysoką pokrywę śnieżną odnotowano: w Suwałkach (84 cm, 16 lutego), Łodzi (78 cm, 2 lutego), Warszawie (70 cm, 31 stycznia), Chojnicach (60 cm, 19 lutego), Szczecinie (53 cm, 19 lutego), Kole (46 cm, 26 lutego), Kielcach (39 cm, 2 lutego) i Poznaniu (29 cm, 20 lutego).
Od 1 stycznia 1979 roku cały kraj był już sparaliżowany przez zaspy i kilkunastostopniowy mróz. Z dniem 1 stycznia wojewoda gdański wprowadził na terenie województwa stan klęski żywiołowej. W kolejnych dniach wskutek zakłóceń w transporcie zaczęło brakować surowców energetycznych. Zamarznięte zwrotnice kolejowe i popękane w wyniku mrozów szyny spowodowały, że transporty węgla do elektrociepłowni docierały wyjątkowo rzadko, a rozmrażanie tych, które udało się dowieźć, było bardzo utrudnione. Do odśnieżania torów i dróg skierowano wojsko wyposażone w ciężki sprzęt (m.in. czołgi, które gąsienicami zrywały z dróg grubą warstwę zmrożonego i zbitego śniegu). W większości miast komunikacja miejska nie funkcjonowała lub działała w bardzo ograniczonym stopniu. Transport międzymiastowy również funkcjonował bardzo źle. Autobusy w niektórych okolicach jeździły w „tunelach” wykopanych w śniegu. Zimowy paraliż ustąpił dopiero wraz z pojawieniem się dodatnich temperatur w marcu. Wśród krytyków tamtejszej władzy bardzo popularne stało się powiedzenie „Nam nie trzeba Bundeswehry, nam wystarczy minus cztery”.
Ówczesny minister oświaty i wychowania Jerzy Kuberski podjął decyzję o wstrzymaniu powrotu z zimowisk dzieci i młodzieży. Duży mróz i zamarznięty grunt były także pośrednimi przyczynami wybuchu gazu w Rotundzie PKO w Warszawie w dniu 15 lutego 1979 roku.

### 1986/1987
Głównie zapamiętana za sprawą stycznia 1987 roku, jednego z najzimniejszych miesięcy w historii polskiej meteorologii. W wielu miejscach Polski ten miesiąc miał średnią temperaturę poniżej −10 °C (np. w Białymstoku −15,1 °C).
W wielu miejscach wystąpiły 30-stopniowe mrozy, np. −34,6 °C w Białymstoku (30 stycznia), −33,9 °C w Kielcach (8 stycznia), −32,2 °C w Lublinie (stacja lotniskowa, 8 stycznia), −31,0 °C w Rzeszowie (stacja lotniskowa, 14 stycznia), −31,0 °C w Warszawie (stacja lotniskowa, 8 stycznia), −30,3 °C w Łodzi (30 stycznia), −30,0 °C w Olsztynie (7 stycznia), −30,0 °C w Szczecinie (14 stycznia). Wystąpił też rekordowo wysoki poziom pokrywy śnieżnej: 87 cm w Bielsku-Białej (8 stycznia).